# 戸張規子
戸張 規子（とばり のりこ、1936年6月7日 - 2020年4月3日）は、日本のフランス文学者。慶應義塾大学理工学部教授を経て、慶應義塾大学名誉教授。専門はジャン・ラシーヌ、フランス古典劇。夫は戸張智雄。

## 経歴
東京都出身。1959年、学習院大学文学部フランス文学科卒業、1961年同大学院人文学研究科フランス文学専攻修士課程修了。1969年仏蘭西政府派遣スタジエール、1973年フランス政府派遣プロヴァンス大学派遣。1969年、共立女子大学文芸学部専任講師、1973年、同大学助教授。1979年、パリ第3大学言語音声学研究所。1982年、慶應義塾大学理工学部助教授、1988年、同大学教授。2002年、定年退職、名誉教授。フランス政府より教育功労章オフィシエ受章。

## 著書
- 『ルイ十四世と悲恋の女たち』（1987年、人文書院）
- 『ブルボン家の落日 ヴェルサイユの憂愁』（1991年、人文書院）
- 『フランス悲劇女優の誕生 パリ・宮廷の華』1998年、人文書院

### 翻訳
- ラシーヌ「ベレニス」「イフィジェニー」(戸張智雄共訳)『世界古典文学全集 第48巻 (ラシーヌ)』筑摩書房 1965
- シャルル・V.オーブラン『スペイン演劇史』会田由,戸張智雄共訳 白水社文庫クセジュ 1969
- ラシーヌ「アンドロマック」『世界文学全集 11 (コルネイユ.ラシーヌ.モリエール)』講談社 1978